# 民主派 (香港)
民主派（英語：Pro-democracy camp），又稱泛民主派、香港右派（Hong Kong Rightists），簡稱泛民、泛民派，是香港的政治派系之一，屬於非建制派的一部份。民主派支持香港全面推行普遍選舉，並且對於中國人權狀況常有所批判:42。有別於其他國家中反對黨或在野陣營民意不及執政黨的情況，民主派在立法局引入直選以來直至主權移交後的立法會換屆選舉中，一直以約五成五至六成普選票數力壓建制派:43。惟受制於非普選的功能組別議席，除了回歸前的1995年外，民主派至今仍未能取得立法會過半議席。民主派支持者主要來自藍領階級、中產階層、具高等教育學歷背景知識份子以及專業人士。
民主派支持並推動香港民主發展，但內部可根據抗爭方式、路線，以及社會與經濟立場上的不同，分為多個黨派及團體。當中包括溫和民主派、激進民主派、自決派、親中華民國派，以及與民主派主張相近的本土派，加上政治、經濟、社會、環境方面在政治光譜擴闊底下的變化，透過妥協、談判、對抗等不同路線分裂而成。
自2020年北京政府因應2019年反對修訂逃犯條例運動，而引入《港區國安法》，並歷經民主派初選大搜捕、「完善選舉制度改革」以及要求「愛國者治港」後，民主派政黨政治參與空間嚴重受限，而出現大規模「解散潮」及「退黨潮」，亦難以在香港立足。2021年選舉後，民主派在立法會絕跡，在2023年區議會選舉中更無一民主派政黨候選人獲得提名，為自1982年以来首次。

## 簡介
早期民主黨聯合其他較小的民主派政黨如民協、前綫及獨立人士組成民主派。在2004年香港立法會選舉後，四十五條關注組的崛起，連同民協、前綫、職工盟、街工、社民連等政黨，各自形成與民主黨相若的影響力，「泛民主派」一詞亦因此大量使用，民主派在区议会选举中为了协调组建泛民区选联盟，在立法会组建泛民会议，后分别改为使用民主派区选联盟、民主派会议的名称。
自從政務司司長許仕仁首次以「反對黨派」稱呼反對2007年政改方案的議員，如《大公報》、《文匯報》等香港親共傳媒就開始以「反對派」稱呼他們。有部份民主派政黨對「反對派」這一稱謂並不反感，例如社會民主連線在2008年立法會選舉中以「旗幟鮮明的反對派」為其宣傳口號。
2016年後，有傳媒和官員以「非建制派」指建制派和親建制的中間派以外的政治派系所組成的陣營，很多时候也作为「民主派」的同义词。
民主派的基本理念如下：
- 支持平反六四
- 支持中國民運
- 改善和維護香港人權
- 要求落實香港行政長官、香港立法會全面真普選

民主派共同訴求包括要求特首和立法會落實真普選，注重監察政府運作，視民主、人權、平等、公義及自由等為香港社會的重要價值。
民主派在其他政治或經濟理念上則未必有一致看法。民主派過去並非正式組織，亦無固定召集人，但在選舉、議會審議一些重要議題、或組織一些大型民間運動例如遊行時，民主派有時會進行協調。

## 歷史
民主派一直擔起爭取香港民主的旗幟，其歷史開始追溯自1980年代的中英談判。在此之前，英籍的貝納祺於1949年成立的香港革新會及其他政治團體也曾爭取過全面直選，惟影響力不大。
1950年代至1960年代，香港社會普遍受冷戰思維影響，民間組織大致分成支持中國共產黨的左派及支持中國國民黨的右派。六七暴動後，左派一厥不振，備受港府打壓；而右派也因蔣中正逝世，加上逐漸融入香港社會，勢力有所下降。
在1970年代的中文運動、反貪污捉葛柏、爭取文憑教師合理薪酬運動、金禧事件、保釣運動、艇戶事件等，多由新興起的民間團體領導。熾熱的社會運動風潮因此聚集了一批關注社會的人士，為1980年代民主派的興起提供基礎。

### 中英談判
踏入1980年代，中華人民共和國與英國開始就香港前途問題展開討論，民間的論政團體亦如雨後春筍般發展起來，如早在1973年司徒華創立的教協，楊森、張炳良等人1983年創立的匯點，陳偉業、李永達、馮檢基於1986年跟成立民協，何俊仁所屬的太平山學會等，發表民主回歸的訴求和參與殖民地政府因應《中英聯合聲明》而發展的代議政制，參與香港第一次的立法局選舉。
1984年《中英聯合聲明》簽訂，數以千計的市民出席開始在高山劇場舉辦的「高山大會」討論《香港基本法》的起草和未來政制問題，並要求殖民地政府在1988年立法局選舉中舉行直選（八八直選），更收集到22萬的簽名向政府施壓，但建議最後遭到港督衛奕信否決。高山大會亦要求基本法起草委員會在《基本法》內容加入民主政制。1986年，由百多個社運、壓力團體領袖發表「一九零人政制方案」，支持普選香港行政長官及1997年至少有半數立法局議席由直選產生。11個民間團體亦以此為基礎在10月27日組成了民主政制促進聯委會（民促會），由司徒華及李柱銘兩位基本法草委領導，民主派略見雛型。
因應當年北京希望可以順利過渡，香港各界人士皆成為中共統戰拉攏的對象，直至六四事件发生前，民主派與中共關係不俗。

### 六四事件
1989年4月15日，支持改革的前中共總書記胡耀邦去世，北京及各大城市捲起學潮，民主派亦熱心支持學運，並呼籲港人上街。5月，四五行動等團體以及學聯分別於天星碼頭與新華社進行絕食及靜坐，聲援北京學生。
5月21日，100萬人上街遊行，支聯會成立，由司徒華出任主席。5月27日，香港演藝界於跑馬地馬場舉行了連續12小時的「民主歌聲獻中華」演唱會，籌得1,200萬元支援北京學運。5月28日，香港共有150萬人（佔當時全港四分之一人口）參加響應北京號召而舉行的「全球華人大遊行」。
6月4日清晨，解放軍與武警部隊在北京天安門進行武力清場，港人在電視中得聞噩耗，全城悲憤。在街上，不少人的手臂都繫上黑絲帶以悼念死難者，並發起多次示威聲討中共政權。支聯會原計劃於6月7日發起罷工、罷課及罷市，但由於前一日出現騷亂，故最終取消。自此，支聯會每年都會舉行遊行及燭光晚會，而「平反六四」亦成為了民主派的核心信念。
六四事件後，司徒華、李柱銘等人退出基本法起草委員會，至此民主派與中共關係決裂。

### 晉身議會
1991年立法局第一次直接選舉舉行，李柱銘、司徒華、劉千石、張文光、何俊仁、文世昌、李永達、陳偉業、吳明欽、黃匡忠等人成立了香港首個政黨香港民主同盟（港同盟）。由於聯票效應，使港同盟及匯點大獲全勝，兩黨合共直選議席超過90%。民主派亦在18個直選議席中橫掃17席，創下香港有史以來最大的選舉勝利。1994年，港同盟與匯點合併，形成現今的民主黨。
本身是當時執政英國保守黨核心成員兼最後一任港督彭定康為加快民主步伐以向北京施壓，推出了新九組政改方案，劉慧卿更在提出了1995年全體立法局直選產生的修正案，惟李華明、狄志遠、黃偉賢投棄權票，修正案結果未能通過，彭定康的政改方案在民主黨支持下則順利通過。政改方案結果引起了中方的猛烈抨擊，並宣布取消最後一屆立法局議員可全數過渡成為特區第一屆立法會議員的「直通車」協議，「另起爐灶」成立臨時立法會，推翻了不少＂對特區政府運作做成障礙＂的法例。而民主派則繼續在1995年立法局選舉中大獲全勝，獲得20個直選議席當中的17席，民主黨共取得19席，遠拋離自由黨及民建聯成為第一大黨，民主派首度控制立法局，短暫控制議會兩年。
隨着民主黨走入議會，拒絕融入建制的民間團體及社運份子與民主黨漸漸疏離，並對民主黨偏見日深，甚至怪責民主黨議員戀棧權位，把大部份精力都花在議會及「選舉遊戲」中，分薄了民間團體的組織及人力資源。自此民間團體及社會運動一直沉寂。

### 董建華時期
1997年香港主權移交後，所有立法局議員下車。民主派以「重返立法會」為旗號參加1998年立法會選舉，但由於受制於功能組別，民主派未能在議席數目中取得突破。比例代表制的選舉制度亦成為了民主派分裂的誘因，前綫、公民黨、社民連先後成立。而民陣自1997年，每年都會舉辦七一遊行，表達爭取0708年雙普選的訴求。

#### 反對二十三條立法
2003年，政府企圖根據基本法第二十三條，為分裂國家行為與顛覆國家政權罪立法，引起社會強烈反彈。7月1日，有超過50萬人響應民主派的呼籲參與遊行。民主派又發起了7月9日立法會外的集會，最終逼使董建華在9月5日宣布撤回方案。受事件影響，民主派在2003年區議會選舉中大勝，但贏得的議席在後來的2007年區議會選舉中抵銷。

#### 民主派壮大
2004年，四十五條關注組的四位律師及社運托派人士、有「長毛」之稱的梁國雄乘着反二十三條的聲勢，皆能晉身立法會。結果民主派內部出現了跟民主黨抗衡且相若的勢力，「泛民」一詞遂應運而生。

### 曾蔭權時期
2004年人大釋法否決0708年雙普選，泛民在2007年後繼而改為爭取2012年雙普選。2005年，剛接任特首的曾蔭權提交政制改革第五號報告書。惟由於其方案並沒有交代「雙普選時間表」，結果招致泛民主派的議員強烈批評，並在12月4日發起爭取普選大遊行，方案最後被泛民主派否決。
2007年香港特別行政區行政長官選舉，代表泛民的公民黨梁家傑取得足夠提名，挑戰尋求連任的曾蔭權。結果以123票對649票落敗。12月29日，中國人大常委會再次否決2012年雙普選，但指香港可以在2017年普選行政長官，2020年普選立法會全部議員。泛民依然堅持其立場，並發起反對人大否決普選遊行和2008年1月13日舉行爭取2012雙普選大遊行。
2008年香港立法會選舉，新冒起的社民連出現「打自己人」攻擊盟友公民黨的情況，黃毓民在選舉論壇中多番質問毛孟靜。有指這是毛孟靜輸給建制派梁美芬的原因，但毛孟靜卻表示她相信是技術上輸給民主黨涂謹申的告急牌。社民連在立法會內的議會抗爭不單被建制派譴責，也遭到民主黨的反感。
2009年，政府為興建造價669億的廣深港高鐵向石崗菜園村收地遭到居民反抗，結果引發一連串反對興建高鐵的社會運動。曾經在2006至07年發起保留天星碼頭和保留皇后碼頭行動的青年主導了是次示威者，並發起於2010年1月15日於禮賓府外示威，與警方發生衝突。1月16日，民主派議員繼續採取拉布戰術拖延撥款，以示威者則在立法會外集會。當撥款通過後，群眾堵塞了立法會的各個出口阻止運輸及房屋局局長鄭汝樺及建制派議員離開，最後以警方清場結束。與此同時，以青年為骨幹的示威愈見頻繁，他們不滿民主派以往崇尚秩序及和平的溫和態度，因此較多和警方發生衝突。

#### 2012年政改方案
2009年，曾蔭權就2012年政改方案諮詢公眾，社民連首先提出五區各派一名泛民議員辭職再選，變相就2012年雙普選全民公投。公民黨表態支持，但民主黨強烈反對，司徒華與社民連雙方更因此互相隔空發炮。12月13日，民主黨內部以229對54的壓倒性票數，否決參與五區總辭。黨主席何俊仁會後宣佈，如果黨員要為個別候選人助選，可以個人名義，但不能以黨名義，令本有嫌隙的民主黨及社民連關係更趨惡化。
2010年1月25日，民主黨、街工、教協、民協、職工盟和民主動力等十一個團體組成「終極普選聯盟」（普選聯），爭取具體的2017及2020終極普選方案，希望成為溫和民主派主流。1月26日，公民黨的陳淑莊、梁家傑，社民連的黃毓民、梁國雄、陳偉業辭職，正式啟動「變相公投」。
2010年4月14日，特區政府正式公佈政改方案，泛民主派不滿政府「翻叮」2005年的方案，聲言會否決方案。5月16日，五區補選舉行，由於建制派杯葛選舉，一群大專學生成立大專2012參選以免出現自動當選情況。選舉結果公民黨、社民連原議員都成功當選，但投票率只得17.1%，遠低於兩黨預期。5月20日，曾蔭權邀請「五區公投」運動發言人余若薇，就政改方案進行電視直播辯論，輿論普遍認為余若薇勝出辯論。另一邊廂，民主黨何俊仁、劉慧卿、張文光於5月24日與中聯辦副主任李剛就政改方案會面，民主黨提出改良方案，最後中央接受。在民主黨和民協的支持下，改良方案得到超過三份之二多數獲得通過。而鄭家富亦表示和民主黨支持政改立場不同，在表決前宣佈退出民主黨，而以新界東選區為樁腳、以范國威為首的黨內改革派亦退出民主黨，另組新民主同盟。
社民連指摘民主黨對政改退縮及妥協，「出賣港人」、「投共」，已再非民主派一員，黃毓民提出狙擊民主黨意向，可是受社民連內溫和派成員（不少是前民主黨成員）、時任主席陶君行及梁國雄反對，其後社民連分裂，創黨主席黃毓民和陳偉業退黨另組人民力量，在2011年香港區議會選舉全力「狙擊」反對「五區公投」、支持政改方案的民主黨和民協，泛民主派分裂愈趨激烈。
2011年香港區議會選舉，泛民取得88席，更失去一些原有的議席，連同獨立泛民議員，取得103席，十八區全由建制派控制，而民主黨成功維持在區議會泛民第一大黨地位。

### 梁振英時期
2012年香港特別行政區行政長官選舉，民主黨主席何俊仁取得足夠提名挑戰兩名相互對立的建制派侯選人唐英年和梁振英。
由於行政長官選舉非香港市民一人一票選出，所以選舉當天香港大學民意研究計劃舉行了3.23民間全民投票的活動模擬全民一人一票選行政長官，聲稱有12萬人在此活動中投白票。
3月25日選舉當日，部份泛民選委離場抗議，何俊仁最後以76票低票落選，梁振英最終以689票當選。其後爆發梁振英大宅僭建風波，泛民主派批評梁振英無誠信，要求他下台。泛民主派其後在7月1日反對中聯辦干預香港及反對梁振英的七一遊行，其後民陣表示有高達40萬人次參與該次遊行。部分民間組織統計遊行人數普遍約10至15萬人次。
2012年香港立法會選舉，由於新增了5席地區直選和5席超級區議會的功能界別議席，競爭激烈。泛民在分裂內鬥及互搶選票的情況下，最終在70席取得27席，地區直選失利，新增的議席全由建制派奪得，由19:11變18:17，選票總體上雖然增加十萬票，但「六四黃金比例」被打破，惟藉取回多個功能組別議席，成功取回三分之一多數，保住否決權。
2013年3月21日，泛民主派成立真普選聯盟。

#### 政改爭議
2014年雨傘革命，2014年9月26日起在香港為爭取真普選而發起的一系列公民抗命，市民佔據多個主幹道靜坐及示威，地點包括金鐘、中環、灣仔、銅鑼灣、旺角和尖沙咀，旨在要求包括撤回全國人民代表大會常務委員會所確定之2017年行政長官選舉及2016年立法會選舉框架和候選人提名方案，爭取行政長官選舉的公民提名權及廢除立法。
是次運動由香港專上學生聯會（學聯）和學民思潮舉行的罷課集會所衍生，學生於9月26日晚上的重奪「公民廣場」行動為往後的一連串公民抗命揭開序幕。9月28日，示威者衝擊警方防線，被防暴警察施放催淚彈驅散，結果激起民憤，令佔領行動由金鐘、中環、灣仔蔓延至旺角及銅鑼灣，並且一度擴散至尖沙咀。而因為佔領旺角、銅鑼灣、尖沙咀行動均由市民自發，佔領人士不再承認「和平佔中」、學聯、學民思潮為大會，同時行動亦偏離原有模式；再加上外國傳媒對是次運動給予「雨傘革命」或「雨傘運動」的稱號，而這兩個稱號又得到佔領人士的普遍接受，令佔領行動逐漸演變成是次運動。
由9月22日起進行的學界大罷課直至現在運動規模擴大至香港各地，黃絲帶為是次抗爭運動的象徵物之一。這是源於9月1日民間人權陣線（民陣）因應人大常委就香港2016、2017政改的決議激發小部份支持反對派市民強烈不滿，而發起的「還政於民，落實普選」黃絲帶行動。有市民發起將黃絲帶繫上香港各處的行道鐵欄上，亦有不少網民在Facebook等網站以黑底黃絲帶的圖片為頭像來響應運動。另外一個象徵就是雨傘，示威者為持守「和平非暴力」原則，但警方表現暴力，警方進行驅散行動時，示威者受警方強烈衝擊，以雨傘抵擋警方的胡椒噴霧。這亦解釋是次抗爭被外媒稱為「雨傘革命」或「雨傘運動」的原因。
2015年香港區議會選舉是自雨傘革命後首場全港性選舉，促使多名曾參與的人士積極參選，泛民主派與部分傘後團體協調參選。雖然最終仍有部分選區同時參選，以及多名重量級人物、兼任區議員的立法會議員何俊仁、馮檢基落敗，但整體泛民在後政改時代的區議會選舉並無受影響。泛民區選聯盟共推薦226人參選，共104人當選（不計沙田社區網絡成員），比上屆增加20席；其中新民主同盟派出16人參選，共15人當選，當選率超過93%。傘後團體共派出50多人參選，共有9人當選，不少候選人都是以些微票數落敗。連同獨立民主派人士，泛民共取得124席，較上屆增加23席。然而在有望「翻盤」的葵青區，卻首次失去半數民選議席。不過在新界東卻表現理想，北區由選前1席增至4席，大埔由3席增至6席，西貢由9席增至10席。其中在沙田表現最好，由選前8席大幅增加至19席，成功取得沙田區半數民選議席，但由於有一席為沙田鄉事委員會的當然議席（建制派），泛民並未取得控制權。民主黨維持區議會泛民第一大黨的地位。
2016年香港立法會選舉延續雨傘革命的聲勢，更多傘後組織以及本土派的人士參選，傳統民主派聲勢銳減，結果導致不少民主派老將在選舉中落敗，包括工黨的李卓人和何秀蘭，新界西重蹈覆轍，當中四張泛民名單（街工、工黨、民協、社民連/人力）分薄票源導致全部落敗。傳統民主派連同民主自決派在地區直選合共最終取得16席，較選前少1席，兩大傳統民主派政黨民主黨和公民黨各取得5席，其中民主黨取回新界西的席位，但兩大黨的得票率均減少，較上屆少十萬票。
2016年第六届香港立法會的多名香港民主派议员宣誓正式就任後，被特區政府干預並入稟法院申請司法覆核而引起香港立法会宣誓风波，导致梁颂恒、游蕙祯、姚松炎、罗冠聪、刘小丽、梁国雄共计6名民主派及本土派立法会议员被褫夺议员资格。

### 林鄭月娥時期

#### 2018年立法會補選
2018年3月香港立法會補選，以填補於香港高等法院裁定自2016年10月12日起喪失立法會議員就任資格的羅冠聰、游蕙禎、梁頌恆和姚松炎空缺下的席位。結果民主派僅奪回兩席，另兩席被建制派獲得。
2018年11月香港立法會九龍西地方選區補選，以填補高等法院裁定自2016年10月12日起（實際上為2017年7月14日）喪失立法會議員就任資格的劉小麗在九龍西選區的民選議席空缺。最終，代表民主派參選的李卓人不敵建制派候選人陳凱欣。泛民在這次選舉中落敗後，也失去了在立法會地區直選組別中過半的優勢，喪失了分組點票否決權。

#### 反送中運動
2019年3月起，因《2019年逃犯及刑事事宜相互法律協助法例（修訂）條例草案》的巨大爭議而引發史無前例最大型社會運動的反送中運動，民主派议员聯同示威者和大多數香港市民與林郑月娥政府、建制派及中國政府爆发激烈冲突。

#### 2019年區議會選舉
2019年區議會選舉為反修例運動爆發後首場大型選舉，促使多名曾參與的人士積極參選。與上屆不同，民主派一改過往拒絕協調的做法，積極為選舉協調。為配合和平佔中發起人戴耀廷發起的「風雲計劃」，不少網民積極於網上動員，以派人多人參選，阻止建制派自動當選。使今屆選舉成為自區議會成立以來，首次沒有選區自動當選。雖然最後仍有部份選區撞區，但有不少居民自發舉行初選，以集中票源抗衡建制派。最後在投票率達歷史新高的71.2%下，民主派亦在選舉中報捷。民主派區選聯盟共派出397人參選，共344人當選，當選率達86.6%，比上屆大增240席，為歷屆最好成績。連同其他獨立民主派人士，民主派在十八區區議會452席的直選議席中取得389席，佔直選總席次約86%，成功取得十七區區議會的控制權。當中在黃大仙區、大埔區更全取所有民選議席。多個民主派政黨的當選率都達85%以上，甚至全數當選。民主黨99人參選，91人當選，當選率連91.9%；公民黨36人參選，32人當選，當選率達88.9%；民協21人參選，19人當選，當選率達90.5%；新民主同盟20人參選，19人當選，當選率達95%；工黨7人更全數當選。立法會民主派兩大政黨民主黨、公民黨及新成立的區政聯盟，一舉躍升為區議會三大政黨。

#### 范國威與區諾軒被裁定喪失議席
2019年12月17日，香港終審法院裁定范國威、區諾軒兩人敗訴，兩人即時失去議席。法院此前裁定，范國威、區諾軒兩人在劉頴匡、周庭被剝奪參選資格後代替兩人參選成功，但因 選舉主任剝奪後者參選資格違反程序公義和選舉法例，令選舉結果無效而將剝奪兩人議席。范國威、區諾軒兩人分別上訴，要求覆核，但最終被法院駁回，兩人自2019年12月17日起喪失議席。民主派因此失去兩席，由原先24席降至22席，更是首次低於1/3議席。不過，若加上屬中間派的陳沛然以及城邦派的鄭松泰，非建制派仍保住對部分重大法案的否決權。

#### 被取消四議員資格
2020年11月11日，第十三届全国人民代表大会常务委员会第二十三次会议审议通過《全国人民代表大会常务委员会关于香港特别行政区立法会议员资格问题的决定》，指「宣揚或者支持『港獨』主張、拒絕承認國家對香港擁有並行使主權、尋求外國或者境外勢力干預香港特別行政區事務，或者具有其他危害國家安全等行為」者經「依法認定」後喪失議員資格。香港政府隨即宣布取消梁繼昌、楊岳橋、郭榮鏗及郭家麒四人的議員資格。

#### 民主派總辭
因應四名民主派議員被政府取消資格，其他民主派议员宣布集体辞职以抗議全國人大常委會的決定，立法會在2020年11月12日表示，已收到其餘民主派的辭職信。

### 李家超時期
2023年5月27日，曾為泛民主派第二大政黨的公民黨召開特別會員大會，會上以30票贊成、1票棄權，逾四分三黨員贊成自願清盤，正式解散。同月29日，警察出身的保安局局長鄧炳強見傳媒時主動提及公民黨解散一事，批評梁家傑在記者會上發言態度輕佻，「令我覺得佢2019年『黑暴』，好似同佢及公民黨無關一樣」（讓我覺得2019年的「黑暴」，好像不關他跟公民黨的事情一樣。），指出他應向年輕人及他們的家長道歉。

## 主要派别
民主派代表藍領階級、中產階層以及專業人員。
民主派包括多個政黨、政治組織及一些獨立人士，曾经在第六屆立法會擁有議席的主要包括民主黨、公民黨、工黨、人民力量、街工、新民主同盟等。
2020年民主派總辭前，立法會內民主派主要有四大黨團，包括民主黨、議會陣線、專業議政以及公民黨，合共21人。立法會黨團如下：
- 民主黨：7名議員[註 5]
- 專業議政：6名議員[註 6]
- 公民黨：5名議員
- 議會陣線：4名議員

民主派主要可分為四大派別：
- 溫和民主派：工黨、街工、公共專業聯盟、民協等政黨
- 激進民主派：人民力量、香港本土等政黨
- 自決派：觀 觀塘願景、紅土家等政黨
- 親中華民國派： 港九工團聯合總會、 神州青年服務社等政黨

2009年底，由於五區總辭變相公投的主張不獲民主黨接受，導致泛民主派分裂。2010年6月23日，民主黨以及民協等政黨宣佈接受香港政府納入新增區議會功能組別的政改方案，社民連不滿他們走進中聯辦進行「密室談判」，違背了對選民作出「堅持2012年雙普選」的承諾，因此退出飯盒會。
2014年雨傘革命後，民主派逐漸分裂為本土自決派（現稱「抗爭派」）及傳統民主派。部份傳媒會把本土自決派一併歸入民主派。
2015年，民主黨、公民黨及工黨等溫和民主派黨團成立泛民會議，作為立法會內的正式組織。
2016年，自決派聯同社民連、人民力量加入民主派會議，作為立法會內新的民主派議會平台。此外，屬功能組別的6名民主派議員組成新的黨團專業議政，之後因李國麟加入而增至7人，但後來姚松炎被取消議員資格，黨團人數又再回復到6人。
2017年，由獨立民主派議員組成的議會陣線成立，成為民主派內僅次於民主黨的第二大黨團，與專業議政並列。

## 選舉

### 立法會選舉
| 地區直選、功能組別名稱 | 姓名   | 所屬政黨 | 所屬政黨           | 備註                                                                |
| ---------------------- | ------ | -------- | ------------------ | ------------------------------------------------------------------- |
| 香港島                 | 甘乃威 |          | 民主黨             |                                                                     |
| 香港島                 | 陳淑莊 |          | 公民黨             | 任期： 會期開始→2010年1月28日 (期間議席出缺) 2010年5月27日→會期結束 |
| 香港島                 | 何秀蘭 |          | 工黨               |                                                                     |
| 香港島                 | 余若微 |          | 公民黨             |                                                                     |
| 九龍西                 | 涂謹申 |          | 民主黨             |                                                                     |
| 九龍西                 | 馮檢基 |          | 香港民主民生協進會 |                                                                     |
| 九龍西                 | 黃毓民 |          | 社會民主連線       | 任期： 會期開始→2010年1月29日 (期間議席出缺) 2010年5月17日→會期結束 |
| 九龍西                 | 黃毓民 | 人民力量 |                    | 任期： 會期開始→2010年1月29日 (期間議席出缺) 2010年5月17日→會期結束 |
| 九龍東                 | 李華明 |          | 民主黨             |                                                                     |
| 九龍東                 | 梁家傑 |          | 公民黨             | 任期： 會期開始→2010年1月29日 (期間議席出缺) 2010年5月17日→會期結束 |
| 新界西                 | 李卓人 |          | 工黨               |                                                                     |
| 新界西                 | 陳偉業 |          | 社會民主連線       | 任期： 會期開始→2010年1月29日 (期間議席出缺) 2010年5月17日→會期結束 |
| 新界西                 | 陳偉業 | 人民力量 |                    | 任期： 會期開始→2010年1月29日 (期間議席出缺) 2010年5月17日→會期結束 |
| 新界西                 | 郭家麒 |          | 公民黨             |                                                                     |
| 新界西                 | 梁耀忠 |          | 街坊工友服務處     |                                                                     |
| 新界西                 | 李永達 |          | 民主黨             |                                                                     |
| 新界東                 | 劉慧卿 |          | 前綫               |                                                                     |
| 新界東                 | 黃成智 |          | 民主黨             |                                                                     |
| 新界東                 | 梁國雄 |          | 社會民主連線       | 任期： 會期開始→2010年1月29日 (期間議席出缺) 2010年5月17日→會期結束 |
| 新界東                 | 鄭家富 |          | 民主黨             |                                                                     |
| 新界東                 | 湯家驊 |          | 公民黨             |                                                                     |
| 教育界                 | 張文光 |          | 民主黨             |                                                                     |
| 法律界                 | 吳靄儀 |          | 公民黨             |                                                                     |
| 衛生服務界             | 李國麟 |          | 獨立               |                                                                     |
| 社會福利界             | 張國柱 |          | 工黨               |                                                                     |

| 地區直選、功能組別名稱 | 姓名   | 所屬政黨     | 所屬政黨           | 備註                |
| ---------------------- | ------ | ------------ | ------------------ | ------------------- |
| 香港島                 | 單仲偕 |              | 民主黨             |                     |
| 香港島                 | 陳家洛 |              | 公民黨             |                     |
| 香港島                 | 何秀蘭 |              | 工黨               |                     |
| 九龍西                 | 黃碧雲 |              | 民主黨             |                     |
| 九龍西                 | 毛孟靜 |              | 公民黨             |                     |
| 九龍西                 | 黃毓民 |              | 人民力量           |                     |
| 九龍西                 | 黃毓民 | 普羅政治學苑 |                    |                     |
| 九龍東                 | 胡志偉 |              | 民主黨             |                     |
| 九龍東                 | 梁家傑 |              | 公民黨             |                     |
| 新界西                 | 李卓人 |              | 工黨               |                     |
| 新界西                 | 陳偉業 |              | 人民力量           |                     |
| 新界西                 | 郭家麒 |              | 公民黨             |                     |
| 新界西                 | 梁耀忠 |              | 街坊工友服務處     |                     |
| 新界東                 | 劉慧卿 |              | 民主黨             |                     |
| 新界東                 | 陳志全 |              | 人民力量           |                     |
| 新界東                 | 楊岳橋 |              | 公民黨             | 接替湯家驊          |
| 新界東                 | 湯家驊 |              | 公民黨             | 於2015年9月30日辭職 |
| 新界東                 | 梁國雄 |              | 社會民主連線       |                     |
| 新界東                 | 張超雄 |              | 工黨               |                     |
| 新界東                 | 范國威 |              | 新民主同盟         |                     |
| 區議會(第二)           | 何俊仁 |              | 民主黨             |                     |
| 區議會(第二)           | 涂謹申 |              | 民主黨             |                     |
| 區議會(第二)           | 馮檢基 |              | 香港民主民生協進會 |                     |
| 教育界                 | 葉建源 |              | 教協               |                     |
| 法律界                 | 郭榮鏗 |              | 公民黨             |                     |
| 會計界                 | 梁繼昌 |              | 公共專業聯盟       |                     |
| 衛生服務界             | 李國麟 |              | 專業議政           |                     |
| 資訊科技界             | 莫乃光 |              | 公共專業聯盟       |                     |
| 社會福利界             | 張國柱 |              | 工黨               |                     |

| 地區直選、功能組別名稱       | 姓名   | 所屬政黨 | 所屬政黨       | 備註                                                                        |
| ---------------------------- | ------ | -------- | -------------- | --------------------------------------------------------------------------- |
| 香港島                       | 許智峯 |          | 民主黨         | 於2020年11月11日辭職                                                        |
| 香港島                       | 陳淑莊 |          | 公民黨         | 於2020年9月30日辭職                                                         |
| 香港島                       | 羅冠聰 |          | 香港眾志       | 於2017年7月14日被法庭裁定宣誓無效                                           |
| 香港島                       | 區諾軒 |          | 獨立           | 於2019年12月17日被法庭裁定非妥為當選（接替羅冠聰）                          |
| 九龍西                       | 黃碧雲 |          | 民主黨         | 於2020年11月30日辭職                                                        |
| 九龍西                       | 毛孟靜 |          | 公民黨         | 於2020年11月12日辭職                                                        |
| 九龍西                       | 毛孟靜 | 香港本土 |                | 於2020年11月12日辭職                                                        |
| 九龍西                       | 劉小麗 |          | 小麗民主教室   | 於2017年7月14日被法庭裁定宣誓無效                                           |
| 九龍西                       | 游蕙禎 |          | 青年新政       | 於2017年7月14日被法庭裁定宣誓無效                                           |
| 九龍東                       | 胡志偉 |          | 民主黨         | 於2020年11月30日辭職                                                        |
| 九龍東                       | 譚文豪 |          | 公民黨         | 於2020年11月30日辭職                                                        |
| 新界西                       | 朱凱迪 |          | 土地正義聯盟   | 於2020年9月30日辭職                                                         |
| 新界西                       | 尹兆堅 |          | 民主黨         | 於2020年11月30日辭職                                                        |
| 新界西                       | 鄭松泰 |          | 熱血公民       | 於2021年8月26日被候選人資格審查委員會裁定當然選委當選無效，即時喪失議員資格 |
| 新界西                       | 郭家麒 |          | 公民黨         | 於2020年11月11日辭職                                                        |
| 新界東                       | 林卓廷 |          | 民主黨         | 於2020年11月30日辭職                                                        |
| 新界東                       | 楊岳橋 |          | 公民黨         | 於2020年11月30日辭職                                                        |
| 新界東                       | 陳志全 |          | 人民力量       | 於2020年9月30日辭職                                                         |
| 新界東                       | 梁國雄 |          | 社會民主連線   | 於2017年7月14日被法庭裁定宣誓無效                                           |
| 新界東                       | 張超雄 |          | 工黨           | 於2020年11月30日辭職                                                        |
| 新界東                       | 梁頌恒 |          | 青年新政       | 於2017年7月14日被法庭裁定宣誓無效                                           |
| 新界東                       | 范國威 |          | 新民主同盟     | 於2019年12月17日被法庭裁定非妥為當選（接替梁頌恒）                          |
| 區議會(第二)                 | 鄺俊宇 |          | 民主黨         | 於2020年11月30日辭職                                                        |
| 區議會(第二)                 | 涂謹申 |          | 民主黨         | 於2020年11月30日辭職                                                        |
| 區議會(第二)                 | 梁耀忠 |          | 街坊工友服務處 | 於2020年11月30日辭職                                                        |
| 教育界                       | 葉建源 |          | 教協           | 於2020年11月30日辭職                                                        |
| 法律界                       | 郭榮鏗 |          | 公民黨         | 於2020年11月30日辭職                                                        |
| 會計界                       | 梁繼昌 |          | 公共專業聯盟   | 於2020年11月30日辭職                                                        |
| 衛生服務界                   | 李國麟 |          | 專業議政       | 於2020年11月30日辭職                                                        |
| 建築、測量、都市規劃及園境界 | 姚松炎 |          | 城鄉共生連線   | 於2017年7月14日被法庭裁定宣誓無效                                           |
| 資訊科技界                   | 莫乃光 |          | 公共專業聯盟   | 於2020年11月30日辭職                                                        |
| 社會福利界                   | 邵家臻 |          | 社工復興運動   | 於2020年11月30日辭職                                                        |

| 選舉                                                                    | 地區直選得票 | 地區直選得票比例 | 地區直選議席 | 功能界別議席 | 超級區議會議席 | 選前議席變化 | 選舉取得議席 | 選後總議席變化 | +/- |
| ----------------------------------------------------------------------- | ------------ | ---------------- | ------------ | ------------ | -------------- | ------------ | ------------ | -------------- | --- |
| 1998年                                                                  | 982,249      | 66.36%           | 15           | 5            | 不適用         | 5 / 60       | 20 / 60      | 20 / 60        | ▲15 |
| 2000年                                                                  | 799,249      | 60.56%           | 16           | 5            | 不適用         | 20 / 60      | 21 / 60      | 21 / 60        | ▲1  |
| 2000年 （香港島補選）                                                   | 108,401      | 52.11%           | 1            | 不適用       | 不適用         | 0 / 1        | 1 / 1        | 22 / 60        | ▲1  |
| 2004年                                                                  | 1,105,388    | 62.44%           | 18           | 7            | 不適用         | 22 / 60      | 25 / 60      | 25 / 60        | ▲3  |
| 2007年 （香港島補選）                                                   | 175,874      | 54.58%           | 1            | 不適用       | 不適用         | 0 / 1        | 1 / 1        | 26 / 60        | ▲1  |
| 2008年                                                                  | 901,707      | 59.50%           | 19           | 4            | 不適用         | 26 / 60      | 23 / 60      | 23 / 60        | ▼3  |
| 2010年 （五區補選）                                                     | 464,561      | 80.13%           | 5            | 不適用       | 不適用         | 5 / 5        | 5 / 5        | 23 / 60        | ━ 0 |
| 2012年                                                                  | 1,036,998    | 57.26%           | 18           | 6            | 3              | 23 / 60      | 27 / 70      | 27 / 70        | ▲4  |
| 2016年 （新界東補選）                                                   | 227,404      | 52.57%           | 1            | 不適用       | 不適用         | 1 / 1        | 1 / 1        | 27 / 70        | ━ 0 |
| 2016年                                                                  | 1,193,061    | 55.02%           | 19           | 7            | 3              | 27 / 70      | 29 / 70      | 29 / 70        | ▲2  |
| 2018年3月 （香港島、九龍西及新界東， 建築、測量、都市規劃及園境界補選） | 426,003      | 47.43%           | 2            | 0            | 不適用         | 4 / 4        | 2 / 4        | 26 / 70        | ▼2  |
| 2018年11月 （九龍西補選）                                               | 93,047       | 43.28%           | 0            | 不適用       | 不適用         | 1 / 1        | 0 / 1        | 25 / 70        | ▼1  |
| 2020年                                                                  | 被取消       | 被取消           | 被取消       | 被取消       | 被取消         | 22 / 70      | 不適用       | 22 / 90        | ━ 0 |
| 2021年                                                                  | 無參與       | 無參與           | 無參與       | 無參與       | 無參與         | 0 / 70       | 0 / 90       | 0 / 90         | ▼22 |

### 區議會選舉
| 選舉   | 得票      | 得票比例 | 直選議席  | +/-  |
| ------ | --------- | -------- | --------- | ---- |
| 1988年 | 139,982   | 22.16%   | 61 / 264  | ▲24  |
| 1991年 | 170,757   | 32.11%   | 83 / 272  | ▲22  |
| 1994年 | 280,707   | 40.89%   | 146 / 346 | ▲63  |
| 1999年 | 325,829   | 40.18%   | 157 / 390 | ▲11  |
| 2003年 | 477,596   | 45.54%   | 198 / 400 | ▲41  |
| 2007年 | 445,781   | 39.15%   | 127 / 405 | ▼71  |
| 2011年 | 464,512   | 39.34%   | 103 / 412 | ▼24  |
| 2015年 | 581,058   | 40.20%   | 126 / 431 | ▲23  |
| 2019年 | 1,677,040 | 57.44%   | 389 / 452 | ▲263 |

### 立法局選舉（已停止舉辦）
| 選舉   | 地區直選得票 | 地區直選得票比例 | 地區直選議席 | 功能組別議席 | 選舉委員會議席 | 議席    | +/- |
| ------ | ------------ | ---------------- | ------------ | ------------ | -------------- | ------- | --- |
| 1991年 | 888,729      | 64.91%           | 16           | 4            | 不適用         | 20 / 60 | ▲20 |
| 1995年 | 581,181      | 63.73%           | 17           | 10           | 4              | 31 / 60 | ▲11 |

## 「諾貝爾和平獎提名」
2019年10月15日，香港反修例運動期間，挪威國會議員古里·梅爾比宣佈她提名了「香港示威者」競逐2020年的諾貝爾和平獎，希望能鼓勵香港泛民人士繼續以非暴力的方式遊行。2020年2月4日，8位美國國會議員宣佈提名香港「民主運動者」角逐2020年的諾貝爾和平獎，以表揚香港民主派保護自治、法治與人權的勇氣
2020年8月，外長王毅到訪挪威時被記者問及此事對此表示不滿。

## 外部連結
- 民主黨
- 公民黨（页面存档备份，存于）
- 民協（页面存档备份，存于）
- 社會民主連線（页面存档备份，存于）
- 支聯會（页面存档备份，存于）
- 民主動力（页面存档备份，存于）
- 工党（页面存档备份，存于）
- 职工盟（页面存档备份，存于）